# 劉偃 (真定王)
刘偃（？—前72年），西汉宗室，即真定烈王。汉景帝幼子常山宪王刘舜之孙。
刘由是刘平之子。汉武帝征和三年（前90年）刘平病故，征和四年（前89年）刘平的儿子刘偃嗣位，是年为烈王元年。刘偃在位十八年，汉宣帝本始二年（前72年）刘偃病故，谥号烈，本始三年（前71年）他的儿子刘由嗣位。元康四年（前62年）三月甲寅封刘偃的幼子刘宣为遽鄉侯，二年后薨，无後。